# Etela Farkašová

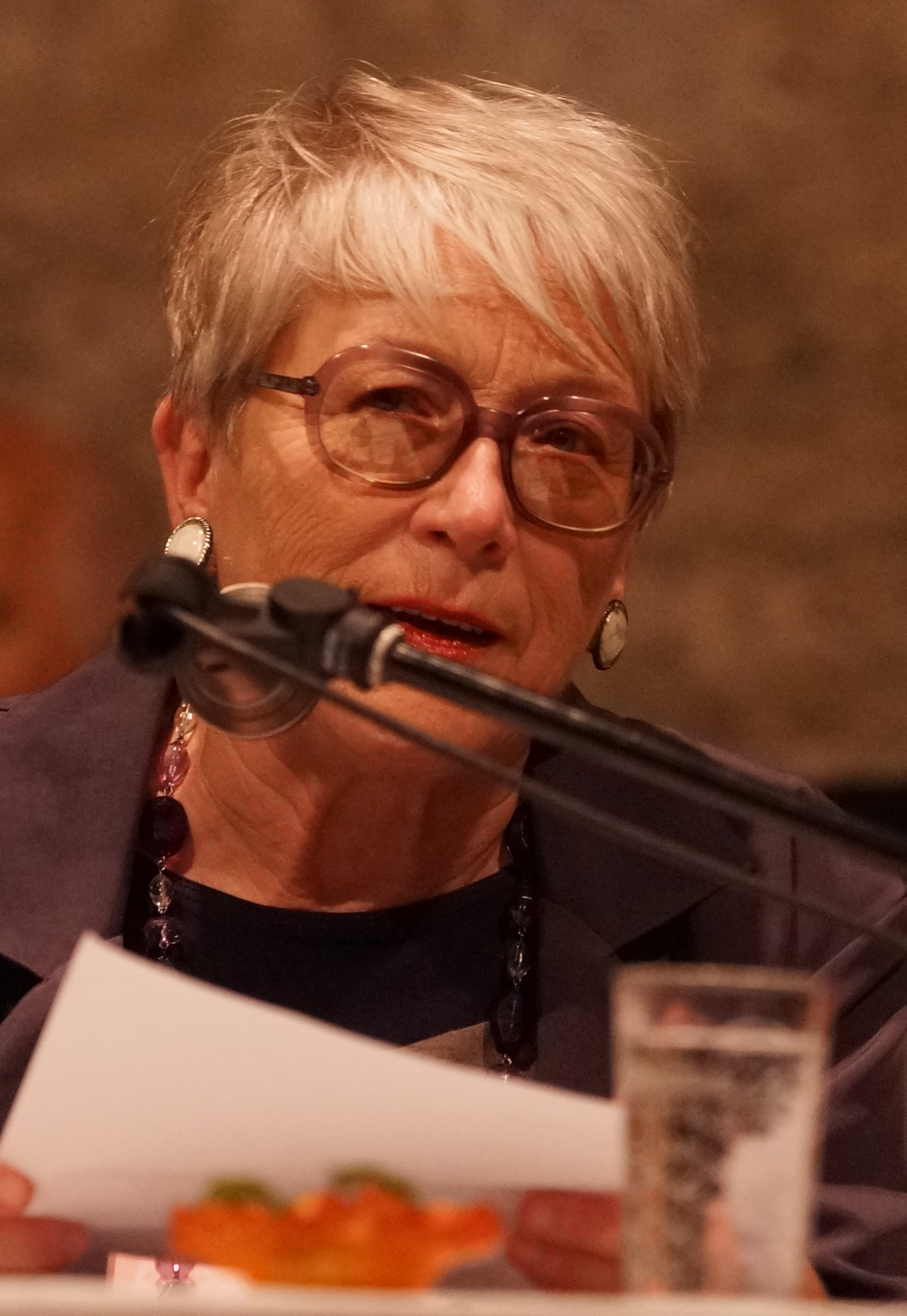
Etela Farkašová

Etela Farkašová (ur. 5 października 1943 w Lewoczy) – słowacka pisarka, eseistka, publicystka i filozof.

## Życiorys
Urodziła się w rodzinie pielęgniarki i urzędnika. Dzieciństwo spędziła w Bratysławie, gdzie też ukończyła szkołę podstawową i średnią. Po maturze (1960) studiowała matematykę i fizykę jako specjalizację nauczycielską na Wydziale Pedagogicznym Uniwersytetu Trnawskiego (1960–1964). Po ukończeniu tych studiów pracowała jako nauczycielka matematyki i fizyki w szkołach średnich w Trnawie i Bratysławie, jednocześnie studiując filozofię i socjologię na Wydziale Filozoficznym Uniwersytetu im. J. A. Komeńskiego w Bratysławie (1966–1972). Od 1972 roku pracuje jako wykładowca Katedry filozofii tej uczelni, a od 1998 roku pełni funkcję kierowniczki katedry.
Polem jej zainteresowań badawczych jest epistemologia, a szczególnie problematyka percepcji zmysłowej i poznania empirycznego oraz ich stosunku do poznania racjonalnego. Zajmuje się także związkami, jakie mogą zachodzić pomiędzy myśleniem filozoficznym a naukowym oraz między filozofią a sztuką, zwłaszcza zaś literaturą. Od lat 90. XX w. rozszerzyła swoje zainteresowania naukowe o filozofię feministyczną, w szczególności o zagadnienia feministycznej epistemologii. Tej problematyce poświęca swoje publikacje, umieszczane w słowackich oraz międzynarodowych periodykach naukowych. Jest również uznaną pisarką, eseistką i publicystką, która niejednokrotnie zabiera głos w sprawie ważkich aktualnych problemów na łamach słowackiej prasy oraz w radiu i telewizji, z którymi również współpracuje.
W latach 1995–1996 wykładała w Instytucie Filozofii Uniwersytetu Wiedeńskiego. Jest członkinią Rady Naukowej Słowackiej Akademii Nauk, Narodowego Komitetu ds. filozofii, międzynarodowej grupy koordynatorek przy NEWW oraz członkinią założycielką Klubu Słowackich Prozaiczek „FEMINA”. Za swoją twórczość pisarską, jak również działalność kulturalną była wielokrotnie nagradzana. Tłumaczy też z języka angielskiego i niemieckiego oraz bierze udział w międzynarodowych projektach artystycznych z udziałem słowackich i austriackich pisarek, wspólnie z którymi dwukrotnie przygotowała antologie współczesnej prozy kobiecej austriackiej i słowackiej.
Jako prozaiczka Etela Farkašová debiutowała w słowackich czasopismach, a pierwszy zbiór opowiadań, Reprodukcia času, wydała w roku 1978. Od tamtej pory co kilka lat ukazuje się nowy tom opowiadań lub nowela. Ukazał się również tomik poetycki jej autorstwa. Jej pisarstwo cechuje przewaga tonu refleksyjnego nad wyszukaną konstrukcją akcji. W swoich utworach Farkašová skupia się na opisywaniu życia i sposobu funkcjonowania kobiet we współczesnym społeczeństwie – rola kobiety we współczesnej rodzinie, relacje międzypokoleniowe, stosunek dzieci do matki i vice versa, rozważania o sensie poświęcenia oraz świat kobiecych uczuć, a także próby odnalezienia spokoju i wyciszenia we własnym życiu wbrew hałaśliwości współczesnej cywilizacji to motywy przewodnie jej opowiadań i nowel. Do zbioru tych ostatnich należą takie książki jak: Deň za dňom opowiadająca o codzienności upośledzonego chłopca i jego matki, Po dlhom mlčaní opisująca skomplikowaną relację uczuciową dorosłej kobiety i jej matki, Záchrana sveta podľa G. – historia młodej kobiety, która po osobistym trudnym doświadczeniu nie może oprzeć się myśli, że świat pogrąża się w chaosie i stara się go, a przynajmniej swój własny świat, przed tym uchronić wszelkim dostępnymi sobie środkami – oraz książka Stalo sa, która opisuje uczucia kobiety opiekującej się umierającą matką, a zarazem przedstawia życie kobiet na Słowacji na historycznym tle początków XX w.

## Twórczość

### Proza
- 1978 – Reprodukcia času
- 1983 – Snívanie v tráve
- 1986 – Nočné jazvy
- 1989 – Unikajúci portrét
- 1993 – Nedeľné fotografie
- 1997 – Deň za dňom
- 1998 – Hodina zapadajúceho slnka
- 2001 – Po dlhom mlčaní
- 2002 – Záchrana sveta podľa G.
- 2005 – Stalo sa

### Opublikowała opowiadania w antologiach
- 1982 – Soľ zeme
- 1994 – Tagtägliche Unendlichkeit. Slowakische Erzahlungen
- 1996 – Planéta zrýchleného pohybu
- 1997 – Zbližovanie – Annaherung, antologia opowiadań pisarek austriackich i słowackich
- 2001 – Prudenia – Strömungen, antologia opowiadań pisarek austriackich i słowackich
- 2001 – Ženy a fjordy, antologia opowiadań pisarek norweskich i słowackich

### Poezja
- 2006 – Na rube času
- w przygotowaniu: Opretá o ticho

### Słuchowiska radiowe
- 1981 – Rozhodnutie
- 1985 – Navraty
- 1986 – Pivnica

### Esej
- 1998 – Etudy o bolesti a iné eseje
- 2003 – Uvidieť hudbu a iné eseje

### Monografie naukowe
- 1980 – Teória poznánia
- 2006 – Na ceste k vlastnej izbe

### Zredagowała następujące antologie
- 2000 – Rok 2000: úzkosti a nádeje
- 2001 – Filozofia v kultúrnom kontexte (wspólnie z M. Marcellim)
- 2003 – Filozofia: minulé podoby – súčasné perspektívy (wspólnie z M. Szapuovą)

## Odznaczenia i nagrody
- 1978 Nagroda im. Ivana Kraski za debiutancki tom prozy
- 1992 Nagroda Słowackiego Funduszu Literackiego (SLF) za esej „Etudy o bolesti”
- 1993 Nagroda Słowackiego Funduszu Literackiego (SLF) za esej „Život ako rozhovor”
- 1997 Nagroda Związku Pisarzy Słowackich
- 2004 Złoty Medal za Pracę na rzecz Uniwersytetu im. J. A. Komeńskiego w Bratysławie
- 2004 Złota Odznaka Honorowa Republiki Austriackiej za Działalność na rzecz austriacko-słowackiej współpracy kulturalnej
- 2006 Nagroda Słowackiego PEN Clubu za nowelę „Stalo sa” (2005)
- 2018 Krištáľové krídlo[1]